# Titularbistum Rhaedestus
Rhaedestus (ital.: Rodosto) ist ein Titularbistum der römisch-katholischen Kirche.
Es geht zurück auf ein früheres Bistum der antiken Stadt Bisanthe (auch Rhaidestos/Rhaideston) in Ostthrakien, heute Tekirdağ an der Küste des Marmarameers im europäischen Teil der Türkei. Das Bistum gehörte der Kirchenprovinz Herakleia Sintike an.
| Titularbischöfe von Rhaedestus |                              |                                                            |                   |                   |
| Nr.                            | Name                         | Amt                                                        | von               | bis               |
| 1                              | Heinrich Jonghen             | Weihbischof in Köln                                        | 1298              | 1312              |
| 2                              | Emmet Michael Walsh          | Koadjutorbischof von Youngstown (USA)                      | 8. September 1949 | 16. November 1952 |
| 3                              | Manuel Afonso de Carvalho    | Koadjutorbischof von Angra (Portugal)                      | 10. Februar 1953  | 17. Juni 1957     |
| 4                              | Wilson Laus Schmidt          | Weihbischof in São Sebastião do Rio de Janeiro (Brasilien) | 5. September 1957 | 18. Mai 1962      |
| 5                              | Carlos Horacio Ponce de Léon | Weihbischof in Salta (Argentinien)                         | 9. Juni 1962      | 28. April 1966    |